# The Heart of a Girl
The Heart of a Girl è un film muto del 1918 diretto da John G. Adolfi. La sceneggiatura di George DuBois Proctor si basa su un soggetto di Maravene Thompson. Prodotto e distribuito dalla World Film, aveva come interpreti Barbara Castleton, Irving Cummings, Charles Wellesley, Kate Lester.

## Trama
A Washington, il giovane congressista Brandon Kent, che aspira a correre alle elezioni per governatore, ha una storia d'amore con Betty Lansing. La ragazza e sua madre tengono in casa un circolo di whist il cui scopo è destinare i proventi delle vincite in beneficenza. Un giorno, però, durante una delle partite, Drake, uno dei partecipanti, uno speculatore affarista, viene arrestato. Poiché Kent è arrivato in visita a Betty nel corso della partita, Oakland, un suo rivale innamorato anche lui della ragazza, pensa di trarre profitto dall'incidente: recatosi al quartier generale della campagna per le elezioni di Johnson, l'avversario di Kent nella corsa alla candidatura per governatore, riferisce che il giovane deputato è rimasto coinvolto in una irruzione in una casa da gioco. Diventa palese che pochi dei delegati, adesso, saranno disponibili a votare per Kent. Ma Betty, con l'ausilio della signora Ogden, leader del suffragio, riesce a salire sul palco da dove pronuncia un discorso così impetuoso e trascinante che sbugiarda in maniera incontestabile Oakland e le sue false accuse. Liberato da ogni sospetto sulla propria onorabilità, Kent ottiene la nomina di candidato ufficiale.

## Produzione
Il film fu prodotto dalla World Film.

## Distribuzione
Distribuito dalla World Film, il film uscì nelle sale cinematografiche statunitensi il 1º luglio 1918. Il copyright del film, richiesto dalla World Film Corp., fu registrato il 19 luglio 1918 con il numero LU12666.
Non si conoscono copie ancora esistenti della pellicola che viene considerata presumibilmente perduta.